# Илькив, Игорь Богданович
И́горь Богда́нович И́лькив (укр. Ігор Богданович Ільків; род. 15 марта 1985, Львов) — украинский футболист, защитник.

## Биография
Воспитанник ДЮСШ «Карпаты» (Львов). Первый тренер — Владимир Уманец.
Выступал за клубы: «Галичина-Карпаты», «Карпаты-2», «Спартак» (Ивано-Франковск).
В 2007 году стал игроком клуба «Львов». В украинской Премьер-лиге дебютировал 21 ноября 2008 года в матче «Шахтёр» — «Львов» (2:0). После вылета «Львова» в Первую лигу, игроком интересовались: донецкий «Металлург» и симферопольская «Таврия». С 2011 по 2012 годы играл в ФК «Оболонь». После того как ФК «Оболонь» снялась с соревнований получил статус свободного агента и вскоре перешёл в второлиговую тернопольскую «Ниву».
В 2015 году выступал за канадский клуб «Торонто Атомик» в Канадской футбольной лиге.

## Достижения
- Серебряный призёр Первой лиги Украины: 2007/08
- Серебряный призёр Второй лиги Украины: 2012/13
- Бронзовый призёр Второй лиги Украины: 2004/05